# Pierre Alexandrovitch d'Oldenbourg
Pierre Alexandrovitch d'Oldenbourg (Peter Friedrich Georg von Holstein-Gottorp, Duc d'Oldenburg), né le 21 novembre 1868 à Saint-Pétersbourg, décédé le 11 mars 1924 à Antibes, est un membre de la famille impériale russe, qui a quelques fonctions officielles avant la chute de la monarchie et est le premier époux d'une des sœurs de l'empereur Nicolas II. Il porte les titres de duc d'Oldenbourg et prince de l'Empire.

## Biographie

### Famille
Fils d'Alexandre Petrovitch d'Oldenbourg et d'Eugénie Maximilianovna de Leuchtenberg. Par sa mère, il est un descendant d'Alexandre, de Joséphine et d'Eugène de Beauharnais.
Le prince d'Oldenbourg grandit à Saint-Pétersbourg.

### Mariages
Le 9 août 1901, Pierre d'Oldenbourg épouse à Gatchina la grande-duchesse Olga (1882-1960), fille d'Alexandre III et de l'impératrice Maria Fiodorovna, née Dagmar de Danemark. Il est donc par son premier mariage le beau-frère de Nicolas II de Russie.
Après leur mariage, le prince d'Oldenbourg dit « Petia ou Petioucha » et la grande-duchesse Olga de Russie, qui a quatorze ans de moins que lui, s'installent au palais Bariatinski, rue Serguïevskaïa (Saint-Serge), aujourd'hui rue Tchaïkovski, no 48 et à Gagra en Abkhazie au bord de la mer Noire, domaine que son grand-père avait acheté et que son père avait aménagé. Désirant faire de cette ville un Monte-Carlo russe, il fait donc construire un palais et la ville devient très vite un lieu de vacances pour l'élite russe. Il fait construire à partir de 1902, avec trois millions de roubles provenant du Trésor public impérial, un hôtel de style norvégien, un parc, un sanatorium et un restaurant de luxe. Il fait planter des palmiers, des agaves, des cyprès, des cèdres, des magnolias, des citronniers, des orangers et fait importer des singes et des perroquets. Il organise de grandes réceptions avec son épouse, ainsi que des défilés militaires. Ils sont les fondateurs du tourisme à Gagra. Le mariage ne sera pas consommé et le couple divorce le 16 octobre 1916.
Le prince, d'après Bounine qui fait sa connaissance en émigration en France, est d'un naturel réservé et calme et déteste les conflits. Il fait de l'amant de son épouse, le capitaine des cuirassiers Nikolaï Alexandrovitch Koulikovski, son aide-de-camp et celui-ci vit dans un appartement du palais Bariatinski jusqu'au divorce de 1916, avant de devenir le nouvel époux de la princesse.
Après la révolution russe, le prince d'Oldenbourg part en exil avec sa famille et s'installe en France.
Le 3 mai 1922, Pierre d'Oldenbourg épouse en secondes noces à Biarritz Olga Vladimirovna Ratkova (1878-1929). Cette union demeure elle aussi sans enfant, mais le prince, en dehors de ces deux mariages, a une descendance naturelle qui subsiste.

### Décès et inhumation

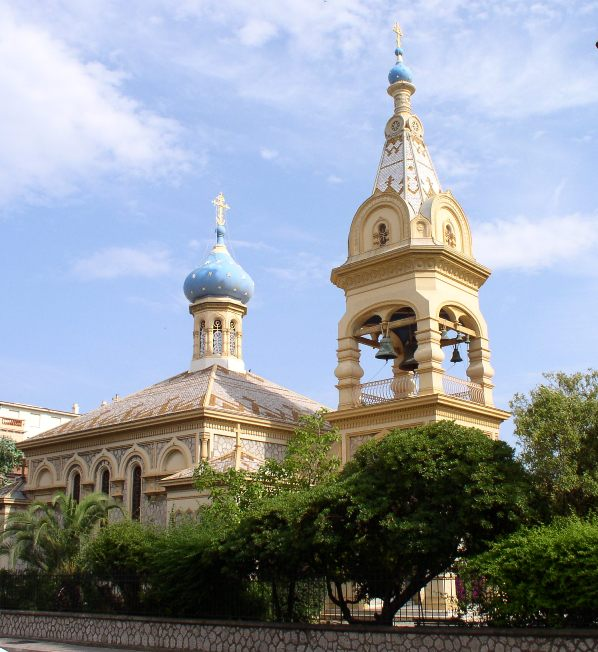
Église orthodoxe russe de Saint-Michel-Archange de Cannes, lieu de sépulture de Piotr Aleksandrovitch d'Oldenbourg.

Piotr Alexandrovitch meurt le 11 mars 1924 à Antibes; il est inhumé dans la crypte de l'église orthodoxe russe Saint-Michel-Archange à Cannes.

## Généalogie
Pierre Alexandrovitch d'Oldenbourg appartient à la seconde branche issue de la première lignée de la Maison d'Oldenbourg-Gottorp, ces deux lignées sont issues de la première branche de la Maison d'Oldenbourg.